# الاجتماع الوزاري الاستثنائي لحركة عدم الانحياز حول فلسطين، الكويت 1982
عقد الاجتماع الوزاري الاستثنائي لحركة عدم الانحياز حول دولة فلسطين في مدينة الكويت عام 1982، عاصمة الكويت في الفترة الممتدة من 5 إلى 8 أبريل. كان هذا أول اجتماع من ثلاثة اجتماعات حول فلسطين نظمتها حركة عدم الانحياز في ذلك العام. دعا المكتب التنسيقي للحركة إلى الاجتماع في الكويت خلال اجتماع مقر الأمم المتحدة لحركة عدم الانحياز في نيويورك بين 25 و28 سبتمبر 1981. أتاح الاجتماع الفرصة الأولى مصر، أحد الأعضاء المؤسسين للحركة، لحضور مؤتمر في دولة عربية قطعت العلاقات الدبلوماسية مع القاهرة بعد اتفاق كامب ديفيد عام 1978.

## المشاركون
صُنف المشاركون في الاجتماع وأُدرجوا في مجموعات مختلفة تضمنت :
- أعضاء مكتب التنسيق : بنغلاديش، بنين، بوتان، بوروندي، جمهورية الكونغو الشعبية، كوبا، قبرص، جمهورية كوريا الشعبية الديمقراطية، اليمن الجنوبي، إثيوبيا، غانا، غانا، غيانا، إندونيسيا، الهند، جامايكا، العراق، الأردن، لاوس، ليسوتو، مدغشقر، موزمبيق، نيجيريا، منظمة التحرير الفلسطينية، بنما، بيرو، الصومال، سريلانكا، سوريا، توغو، الكاميرون، جمهورية يوغوسلافيا الاتحادية الاشتراكية، زائير زامبيا.[1]
- أعضاء آخرون في الحركة : أفغانستان، الجزائر، أنغولا، البحرين، جزر القمر ، الإكوادور، مصر، غرينادا، غينيا، إيران، كينيا، الكويت، لبنان، الجماهيرية العربية الليبية، ماليزيا، المالديف، مالي، مالطا، المغرب، نيكاراغوا، النيجر، سلطنة عمان، قطر، باكستان، ساو تومي وبرينسيب السعودية السنغال، المنظمة الشعبية لجنوب غرب إفريقيا، السودان، سورينام، تونس، الإمارات العربية المتحدة، تنزانيا، فولتا العليا فيتنام، الجمهورية العربية اليمنية.[1]
- الدول والمنظمات وحركات التحرر الوطني المراقبة: الفلبين، المؤتمر الوطني الإفريقي، منظمة التعاون الإسلامي، منظمة الوحدة الإفريقية، الأمم المتحدة جامعة الدول العربية.[1]
- الدول والمنظمات الضيفة : النمسا، فنلندا، رومانيا، السويد، لجنة ممارسة الشعب الفلسطيني لحقوقه غير القابلة للتصرف، اللجنة الخاصة لمناهضة الفصل العنصري، مجلس الأمم المتحدة لناميبيا، واللجنة الدولية للصليب الأحمر.[1]